# Сыртань
Сыртань — река в России, протекает по территории Лоухского района Карелии.  Длина реки — 15 км, площадь водосборного бассейна — 249 км².
Река образуется при слиянии рек Пороюкал и Кайман.
Впадает в озеро Верхнее Сояярви на высоте 72,0 м над уровнем моря.

## Данные водного реестра
По данным государственного водного реестра России относится к Баренцево-Беломорскому бассейновому округу, водохозяйственный участок реки — Ковда от Кумского гидроузла до Иовского гидроузла.
Код объекта в государственном водном реестре — 02020000512102000000801.